# طوطی برزیلی گونه‌سیاه
طوطی عاشق گونه‌سیاه یا طوطی برزیلی گونه‌سیاه با نام دیگر طوطی برزیلی صورت‌سیاه (نام علمی: Agapornis nigrigenis) است. خاستگاه این گونه کشور زامبیا است که در سال ۱۹۰۴م به وسیله دکتر کیرک مان در اطراف رودخانه میجوازی کشف شد و در سال ۱۹۰۶م توسط جانورشناس انگلیسی ویلیام لوتلی اسکلاتر در رده‌بندی جهانی پرندگان وارد گردید و اولین محموله از این پرنده در سال ۱۹۰۸ م به اروپا صادر شد. در حال حاضر این گونه در مناطق محدودی از قاره آفریقا وجود دارد که یک منطقه در جنوب زامبیا و دیگری در منطقه آبشار ویکتوریا در زیمبابوه می‌باشد.
سر و گردن پرنده به رنگ سیاه مایل به خاکستری بوده و پیشانی و گونه‌های پرنده تیره‌تر می‌باشند. سینه به رنگ پرتقالی و سایر اجزای بدن و از آن جمله دم پرنده به رنگ سبز می‌باشد. رنگ نوک سرخ‌رنگ بوده و پاها به رنگ خاکستری و ناخن‌ها سیاه رنگ هستند. طول بدن پرنده ۵/۱۳ سانتی‌متر بوده و به همین علت این نژاد یکی از کوچک‌ترین نژادهای طوطی برزیلی به‌شمار می‌رود. در دهه‌های بیست و سی قرن بیستم تعداد زیادی از این نژاد به انگلستان و آمریکا صادر شدند، اما امروزه به سختی می‌توان این نژاد را در دو کشور مذکور تهیه کرد، این در حالی است که این نژاد در سایر کشورهای اروپایی به وفور یافت می‌شود و رنگ‌های متنوعی دارد. این پرنده جزو پرندگان در معرض انقراض بوده و یکی از نادرترین گونه‌های طوطی در آفریقا می‌باشد.